# لور كيننرتون (تشيشير)
لور كيننرتون (بالإنجليزية: Lower Kinnerton)‏ هي قرية و أبرشية مدنية تقع في المملكة المتحدة في إنجلترا. يقدر عدد سكانها بـ 119 نسمة .